# Seattle öt napja
A Seattle öt napja vagy Ostrom Seattle-ben (eredeti cím: Battle in Seattle) 2007-ben bemutatott politikai akció-thriller, amelyet elsőfilmes rendezőként Stuart Townsend írt és rendezett. A főbb szerepekben Martin Henderson, Michelle Rodriguez, Charlize Theron, Woody Harrelson és Connie Nielsen látható.
Világpremierje 2007. szeptember 8-án volt a Torontói Nemzetközi Filmfesztiválon. 2008 májusában bemutatták a Seattle-i Nemzetközi Filmfesztiválon, majd 2008. szeptember 19-én korlátozott számú moziban is.

## Cselekmény
A film az 1999-es tiltakozást mutatja be, amikor aktivisták ezrei tömegesen érkeznek Seattle-be, hogy tiltakozzanak a WTO 1999-es miniszteri konferenciája ellen. A tiltakozók úgy vélik, a Kereskedelmi Világszervezet hozzájárul a gazdagok és a szegények közti szakadék növekedéséhez. A WTO azt állítja, orvosolja az egyenlőtlenségeket, és csökkenti az éhezést, a betegségeket és a halálozást a világban.
A film részletesen bemutatja több fiktív szereplő történetét 1999-ben, amikor a tüntetők Seattle utcáin tiltakoztak a WTO ülése ellen. Ábrázolja a konfliktust békés és a vandál tüntetők között, akiknek tetteiről a média széles körben beszámolt. Bár a tüntetés békésen kezdődött és a WTO-tárgyalások megakadályozását tűzte ki célul, a rendőrség könnygázzal kezdte támadni a tömeget, miután az nem volt hajlandó megtisztítani az utcákat. A helyzet kiterjedt zavargásokhoz és szükségállapothoz vezetett, amelynek során a tüntetők a seattle-i rendőrséggel és a washingtoni nemzeti gárdával kerültek szembe.

## Szereplők
| Színész            | Szerep                 | Magyar hang        |
| ------------------ | ---------------------- | ------------------ |
| Martin Henderson   | Jay                    | Csőre Gábor        |
| Michelle Rodriguez | Lou                    | N/A                |
| Charlize Theron    | Ella                   | Orosz Anna         |
| Woody Harrelson    | Dale                   | Stohl András       |
| André Benjamin     | Django                 | Király Attila      |
| Connie Nielsen     | Jean                   | Kisfalvi Krisztina |
| Ray Liotta         | Jim Tobin polgármester | Széles László      |
| Tzi Ma             | kormányzó              | Várkonyi András    |
| Ivana Miličević    | Carla                  | Molnár Ilona       |
| Channing Tatum     | Johnson                | Markovics Tamás    |
| Jennifer Carpenter | Sam                    | Kiss Eszter        |
| Joshua Jackson     | Randall                | N/A                |

## Bemutató
A filmet 2007 szeptemberében mutatták be a 2007-es Torontói Nemzetközi Filmfesztiválon, valamint a 2008-as Seattle-i Nemzetközi Filmfesztivál nyitófilmje volt. Bemutatták a South by Southwest Filmfesztiválon, a Vancouveri Nemzetközi Filmfesztiválon, a Clevelandi Nemzetközi Filmfesztiválon és a Floridai Filmfesztiválon is. A film forgalmazását a ThinkFilm szerezte meg, de mivel a cég pénzügyi problémákkal küzdött, a jogokat végül a Redwood Palms Pictures kapta meg, aki 2008. szeptember 19-én adta ki a filmet.

## Bibliográfia
- The Battle of the Story of the Battle of Seattle. Edinburgh: AK Press (2008). ISBN 978-1-904859-63-5. OCLC 182529206

## Fordítás
- Ez a szócikk részben vagy egészben  a   Battle in Seattle című angol Wikipédia-szócikk fordításán alapul.  Az eredeti cikk szerkesztőit annak laptörténete sorolja fel. Ez a jelzés csupán a megfogalmazás eredetét és a szerzői jogokat jelzi, nem szolgál a cikkben szereplő információk forrásmegjelöléseként.